# Gross Rating Point
GRPs: Gross Rating Point (GRP) hay còn được gọi gọi là Ratings là một trong những đơn vị đo lường cơ bản của việc mua bán chương trình và không gian quảng cáo.
Các chương trình quảng cáo qua Tivi, Radio, Báo, Tạp chí, quảng cáo ngoài trời và quảng cáo trực tuyến cũng có thể được đo lường bằng GRP.
- GRP có thể định lượng được mức độ hiệu quả và chí phí quảng cáo cho các chiến dịch quảng cáo.

Ví dụ: 

1 GRP = 1% khán giả mục tiêu (target audience) thấy được mẫu quảng cáo 1 lần. 

2 GRP = 2% khán giả mục tiêu (target audience) thấy được mẫu quảng cáo 1 lần hoặc 1% khán giả mục tiêu thấy được mẫu quảng cáo 2 lần.
- Target audience: đối tượng mục tiêu là đối tượng mà bạn nhắm tới trong chiến dịch quảng cáo.

Ví dụ: Nam giới ở Thành phố Hồ Chí Minh, Tuổi từ 18->25, Thành phần kinh tế: A & B. Nữ có con, Trình độ đại học, Thành phần kinh tế A ở Cần Thơ.
GRP = REACH x OTS
REACH: là đo lường tích lũy khán giả.
Ví Dụ: Số người của khán giả mục tiêu đã thấy được mẫu quảng cáo/chương trình ít nhất 8 phút trong khoảng thời gian nghiên cứu (không trùng lặp)
Vì vậy nếu bạn có 10 của 100 người thấy mẫu quảng cáo/chương trình thì bạn có Reach là 10%.
Vậy nếu bạn có 10 của 100 người thấy mẫu quảng cáo/chương trình 2 lần thì bạn vẫn có Reach là 10%.(không trùng lặp)
OTS: Opportunity To See (OTS) cơ hội để nhìn thấy mẫu quảng cáo/chương trình.
OTS hay còn được gọi là Frequency (Tần số).
Ví Dụ: có 6 của 10 người thấy mẫu quảng cáo/chương trình 1 lần thi Reach = 6/10, nhưng nếu 6 của 10 người thấy được 2 lần
thì F(OTS)= 12/6, GRPs = R * F = 0.6 * 2 = 1.2.
OTS = GRP/Reach.